# 아하지야 (유다 왕국)
아하지야(공동번역), 아하시야(개역개정)는 분열 유다 왕국의 6대 왕으로 여호람의 뒤를 이어 왕이 되었다. 그러나 우상 숭배를 하여 큰 죄를 짓다가 예후의 혁명 때 암살당했다. 그는 또한 여호아하스라는 이름으로도 불리었다.
예루살렘 주민들은 여호람의 막내아들 아하지야를 임금으로 내세웠는데 아하지야의 형들은 아랍인들과 함께 쳐들어온 약탈대에게 학살당해 아들이 아하시야 밖에 없었기 때문이었다.
아하지야는 42세에 임금이 되었는데 어머니가 고문관이 되어 악을 저지르게 하였고 신의 뜻에 거슬리는 짓을 많이 하여 그도 아합 집안의 뒤를 따르게 되었다.
이스라엘 임금 요람과 함께 아람 임금 하자엘에 맞서 전에 이스라엘의 아합 왕이 전사했던 라못 길앗으로 가서 아람인들과 전투를 치렀다. 이때 요람이 부상을 당하자 이스르엘 성으로 들어갔고 그도 요람을 보러 이스르엘 성으로 갔다.
그러는 사이 예후 장군이 혁명을 일으켜 이스르엘 성으로 진군했고 요람과 아하시야는 이를 구원군이 오는 것으로 오인해 마차를 타고 밖으로 나갔다가 예후의 군사들이 쏜 화살에 맞아 암살당했다.